# Saint-Sauveur (Dordonha)
Saint-Sauveur é uma comuna francesa na região administrativa da Nova Aquitânia, no departamento Dordonha. Estende-se por uma área de 9,31 km². Em 2010 a comuna tinha 872 habitantes (densidade: 93,7 hab./km²).